# Cyphostemma overlaetii
Cyphostemma overlaetii är en vinväxtart som först beskrevs av Jeanine Dewit, och fick sitt nu gällande namn av Descoings. Cyphostemma overlaetii ingår i släktet Cyphostemma och familjen vinväxter. Inga underarter finns listade i Catalogue of Life.